# Sebastian Tham (kommerseråd)
Sebastian Tham, född 1666 i Göteborg, död där 1729, var en svensk rådman, köpman och kommerseråd i Göteborg.

## Biografi
Sebastian Tham var son till rådmannen Volrath Tham från Sachsen och Gertrud Holgers. Han började som handelsman i Göteborg för att 1702, liksom fadern, bli stadens rådman. Han kvarblev i den befattningen tills han 1712 blev assessor i Kommerskollegium och var från 1716 kommerseråd. Han lämnade en donation till Tyska skolan i Göteborg.
I den senare befattningen adlades Tham med bibehållet namn av Karl XII 21 maj 1716.
Tham ägde bland annat säterierna Öijared, Stora Dala (Dala socken), Lilla Hanhult och Sannum (Undenäs socken) samt Forsviks bruk. Efter hans död övergick de till hustrun Elisabeth Cronström.
Han gifte sig första gången med Maria Webbeke von Saveland (1669–1696), andra gången 1698 med Catharina Scharenberg (1680–1704), och tredje gången med Elisabeth Cronström (1688–1771). Han var far till bland andra Vollrath Tham d.y., Peter Tham och Isaac Tham.